# Černivci
Černivci, ili Černovci (ukr. Чернівці, rus. Черновцы,  njem. Czernowitz,  rum. Cernăuţi) je grad u zapadnoj Ukrajini središte Černivecke oblasti.

## Povijest
Černivci i dalje drže istaknuto mjesto među gradovima u Ukrajini i istočnoj Europi. Gradu drevne i značajnu povijest treba dodati i šarm i privlačnost za one koji su zainteresirani za povijesnu pokrajinu Bukovinu.
Arheološki dokazi pokazuju da je područje grada naseljeno još od mlađeg kamenog doba. Kasnije naselja naseljava stanovništvo Cucuteni kulture.

## Zemljopis
Černivci se nalazi u zapadnoj Ukrajini na rijeci Prut, nedaleko od granice s Rumunjskom. Nalazi se u povjesnoj pokrajini Bukovini koja je podjeljena između Ukrajine na sjeveru i Rumunjske na jugu. Grad se nalazi na 248 metara iznad mora, okružen je šumama i poljima.

## Znamenitosti
Rezidencija bukovinsko-dalmatinskih metropolita, sada sjedište Sveučilišta Jurija Fedkoviča u Černivcima, upisana je 2011. godine u UNESCO-ov popis mjesta svjetske baštine u Europi.

## Stanovništvo
Po službenom popisu stanovništva iz 2001. godine, grad je imao 240.600 stanovnika, prema procjeni stanovništva iz 2008. godine grad Černivci je imao oko 242.300 stanovnika.

### Etnički sastav
Prema popisu stanovništva iz 2001. godine u gradu živi 65 različitih nacionalnosti, najviše je Ukrajinaca 189.000 (79,8 %), zatim Rusa 26.700 (11,3 %), Rumunja 10.500 (4,4 %), Moldavaca 3800 (1,6 %), Poljaka 1400 (0,6 %), Židova 1300 (0,6 %) i 2900 (1,2 %) ostalih nacionalnosti.

## Gradovi prijatelji
- Klagenfurt, Austrija
- Pleven, Bugarska
- Saskatoon, Kanada
- Nazareth Illit, Izrael
- Konin, Poljska
- Podolsk, Rusija
- Salt Lake City, SAD

## Poznate osobe
- Paul Celan, pjesnik prevoditelj i esejist njemačkog jezičnog izraza
- Mila Kunis[4][5][6] američka glumica ukrajinskoga podrijetla
- Wilhelm Reich, austrijski psihijatar

## Vanjske poveznice
- Page|accessdate=2009-12-12|work=Službena stranica grada Engleski jezik[neaktivna poveznica]
- www.czernowitz.de. Povijest grada (njemački)
- Chernovtsy. Židovska enciklopedija (ruski). Inačica izvorne stranice arhivirana 27. kolovoza 2013. Pristupljeno 25. rujna 2007.
- Černjivecke fotografije i linkovi. Inačica izvorne stranice arhivirana 8. studenoga 2001. Pristupljeno 14. siječnja 2010.
- Židovi u Černjivcima
- www.chernivtsimemory.net Multi-Kulturalni centar o Bukovini  Arhivirana inačica izvorne stranice od 9. studenoga 2010. (Wayback Machine)

### Ostali projekti
|  | Zajednički poslužitelj ima još gradiva o temi Černivci |